# Donjons et Dragons 3 : Le Livre des ténèbres
Pour les articles homonymes, voir Donjons et Dragons.
Série
Donjons et Dragons : La Puissance suprême
(2005) Donjons et Dragons : L'Honneur des voleurs
(2023)
Pour plus de détails, voir Fiche technique et Distribution.
Donjons et Dragons 3 : Le Livre des ténèbres (Dungeons & Dragons: The Book of Vile Darkness) est un téléfilm multi-nationalité réalisé par Gerry Lively (en), sorti en vidéo au Royaume-Uni en septembre 2012. Il a été diffusé à la télévision aux États-Unis le 24 novembre 2012 sur Syfy.

## Synopsis
Dans des temps anciens, Nhagruul, un sorcier démoniaque, vendit son âme au seigneur démon des Abysses ; le Livre des ténèbres fut fabriqué à partir de son corps, sa peau formant les pages, son sang l'encre et ses os la couverture. À l'aide de ce grimoire, les partisans de Nhagruul semèrent la terreur et la désolation dans le royaume de Karloth, jusqu'à ce qu'ils soient arrêtés par un ordre de chevaliers prêtant allégeance à Pelor, le dieu du soleil.
Deux mille ans plus tard, l'ordre des chevaliers existe toujours, mais sa vigilance s'est relâchée, persuadés que le grimoire a été détruit pour toujours. Grayson, un jeune paladin doit s'associer à une bande de criminels pour sauver son père, kidnappé par Shathrax, un flagelleur mental qui menace de détruire le monde.

## Fiche technique
- Titre original : Dungeons & Dragons: The Book of Vile Darkness
- Titre français : Donjons et Dragons 3 : Le Livre des ténèbres
- Réalisation : Gerry Lively
- Scénario : Brian Rudnick
- Musique : The Newton Brothers
- Direction artistique : Michelle Jones et Axel Nicolet
- Décors : Arta Tozzi
- Costumes : Ina Damianova
- Photographie : Emil Topuzov
- Son : Ben Jacob, Paul B. Knox
- Montage : Rebecca Weigold
- Production : Steve Richards

Coproduction : Stephen Bender, Steven A. Frankel, Bobby Ranghelov et Gregory M. Walker
- Sociétés de production[2] : Zinc Entertainment Inc. et Bomar OOD
- Sociétés de distribution[2] : n/a
- Budget : n/a
- Pays d'origine :  Royaume-Uni,  Bulgarie
- Langue originale : anglais
- Format[3] : couleur - 1,78:1 (Widescreen) - son DTS
- Genre : fantastique, action, aventure, Fantasy
- Durée : 90 minutes
- Dates de sortie[4] :
  - Royaume-Uni : 17 septembre 2012 (sortie directement en DVD)
  - France : 3 décembre 2012 (sortie directement en DVD et Blu-ray)
- Classification[5] :
  -  Royaume-Uni : Interdit aux moins de 15 ans (15 - Suitable only for 15 years and over)[6].
  -  France : Tous publics[7]

## Distribution
- Charlotte Hunter : Carlotta
- Jack Derges (en) : Grayson
- Anthony Howell (en) : Ranfin
- Eleanor Gecks : Akordia
- Dominic Mafham (en) : le maire de Little Silver Keep
- Habib Nasib Nader (en) : Vimak
- Barry Aird : Bezz
- Kaloian Vodenicharov : Shifter
- Ryan Jackson : Warlock